# Нукутский район
Нуку́тский райо́н (бур. Нγхэдэй аймаг) — административно-территориальное образование (район) и муниципальное образование (муниципальный район) в Иркутской области России. Входит в состав Усть-Ордынского Бурятского округа.
Административный центр — посёлок Новонукутский.

## География
Нукутский район расположен в юго-западной части Иркутской области. На севере граничит с Балаганским, на востоке с Усть-Удинским, на юго-востоке с Осинским, на юге — с Аларским, на юго-западе — с Заларинским, на северо-западе — с Зиминским районами области. На востоке омывается водами Братского водохранилища.

### Территория
Общая площадь района составляет 244,8 тыс.га.
Леса занимают 26,2 %, земли водного фонда 12,6 %, сельхозугодия 57,1 %. Площадь сельхозугодий района составляет на 01.01.2010 года — 140 259 га., пашни — 85 172 га (60,3 %), сенокосов — 5 367 га (4 %) и пастбища 49 749 га (35,6 %).

### Климат
Климат резко континентальный, с большими колебаниями температуры во время суток и по сезонам года. Зима холодная (температура января от −22,5°С до −57°С), лето жаркое и сухое (температура июля от +18,3°С до +36°С).

## История
Нукутский аймак был образован в январе 1938 года. 
В 1962 году произошло укрупнение административно-территориальных единиц Усть-Ордынского Бурятского автономного округа, территория аймака вошла в состав Аларского района. 
Через 10 лет указом Верховного Совета РСФСР был восстановлен Нукутский район. 1 апреля 1972 года считается датой образования района.

В результате референдума, с 1 января 2008 года в составе Усть-Ордынского Бурятского округа Иркутской области

## Население
| 1939    | 1959    | 1979    | 1989    | 2002    | 2009    | 2010    |
| ------- | ------- | ------- | ------- | ------- | ------- | ------- |
| 16 481  | ↗19 069 | ↘15 987 | ↗17 110 | ↗17 209 | ↘16 703 | ↘15 743 |
| 2011    | 2012    | 2013    | 2014    | 2015    | 2016    | 2017    |
| ↘15 722 | ↘15 663 | ↘15 640 | ↘15 632 | ↗15 727 | ↘15 686 | ↗15 711 |
| 2021    |         |         |         |         |         |         |
| ↘15 119 |         |         |         |         |         |         |

## Национальный состав
По данным Всероссийской переписи 2020 года

| Национальность | Численность, чел. | Доля     |
| -------------- | ----------------- | -------- |
| Буряты         | 7 161             | 47,61 %  |
| Русские        | 6 999             | 46,53 %  |
| Остальные      | 879               | 5,84 %   |
| Всего          | 15 039            | 100,00 % |

Район занимает пятое место среди районов Иркутской области по наибольшей доле бурят в процентном соотношении от общей численности населения

## Муниципально-территориальное устройство
В рамках организации местного самоуправления в Нукутском районе было образовано 10 муниципальных образований со статусом сельских поселений:
| №  | Муниципальное образование | Административный центр | Количество населённых пунктов | Население (чел.) | Площадь (км²) |
| -- | ------------------------- | ---------------------- | ----------------------------- | ---------------- | ------------- |
| 1  | Алтарик                   | село Алтарик           | 4                             | ↘1096            | 209,82        |
| 2  | Закулей                   | село Закулей           | 2                             | ↘1066            | 164,00        |
| 3  | Новоленино                | посёлок Новоленино     | 4                             | ↗1249            | 223,23        |
| 4  | Новонукутское             | посёлок Новонукутский  | 3                             | ↗4882            | 456,00        |
| 5  | Нукуты                    | село Нукуты            | 5                             | ↘1276            | 232,00        |
| 6  | Первомайское              | село Первомайское      | 3                             | ↘904             | 243,00        |
| 7  | Хадахан                   | село Хадахан           | 2                             | ↗1376            | 240,91        |
| 8  | Хареты                    | село Хареты            | 5                             | ↘1362            | 293,00        |
| 9  | Целинный                  | посёлок Целинный       | 5                             | ↘1099            | 165,00        |
| 10 | Шаратское                 | деревня Тангуты        | 4                             | ↘1401            | 246,20        |

## Населённые пункты
В Нукутском районе 37 населённых пунктов.
| №  | Населённый пункт  | Тип     | Население | Муниципальное образование |
| -- | ----------------- | ------- | --------- | ------------------------- |
| 1  | Алтарик           | село    | ↘710      | Алтарик                   |
| 2  | Большебаяновская  | деревня | ↘301      | Хареты                    |
| 3  | Большепобединская | деревня | →23       | Хареты                    |
| 4  | Васильевское      | деревня | ↗121      | Хареты                    |
| 5  | Ворот-Онгой       | деревня | ↗432      | Нукуты                    |
| 6  | Дружный           | посёлок | ↗63       | Первомайское              |
| 7  | Ей                | деревня | ↘194      | Шаратское                 |
| 8  | Задоновская       | деревня | →16       | Хареты                    |
| 9  | Закулей           | село    | ↗801      | Закулей                   |
| 10 | Заречный          | посёлок | ↘364      | Новонукутское             |
| 11 | Заходы            | деревня | ↗158      | Новоленино                |
| 12 | Зунгар            | деревня | ↘171      | Новоленино                |
| 13 | Кирилловская      | деревня | ↘201      | Алтарик                   |
| 14 | Куйта             | деревня | ↘447      | Шаратское                 |
| 15 | Макарьевская      | деревня | ↘106      | Нукуты                    |
| 16 | Малая Сухая       | деревня |           | Алтарик                   |
| 17 | Мельхитуй         | деревня | ↗321      | Закулей                   |
| 18 | Мельхитуй         | деревня | ↘404      | Хадахан                   |
| 19 | Наймодай          | деревня | ↘245      | Целинный                  |
| 20 | Новоленино        | посёлок | ↘918      | Новоленино                |
| 21 | Новонукутский     | посёлок | ↗3505     | Новонукутское             |
| 22 | Новоселова        | деревня | ↗116      | Целинный                  |
| 23 | Нукуты            | село    | ↘696      | Нукуты                    |
| 24 | Первомайское      | село    | ↘739      | Первомайское              |
| 25 | Саган-Жалгай      | деревня | →7        | Целинный                  |
| 26 | Степное           | посёлок | ↘125      | Первомайское              |
| 27 | Тангуты           | деревня | ↗470      | Шаратское                 |
| 28 | Татхал-Онгой      | деревня | ↗730      | Новонукутское             |
| 29 | Ункурлик          | деревня | ↘261      | Целинный                  |
| 30 | Хадахан           | село    | ↘997      | Хадахан                   |
| 31 | Хамхар            | деревня | ↗73       | Нукуты                    |
| 32 | Хареты            | село    | ↘984      | Хареты                    |
| 33 | Целинный          | посёлок | ↗491      | Целинный                  |
| 34 | Чичиковская       | деревня | ↗40       | Нукуты                    |
| 35 | Шалоты            | деревня | ↘206      | Алтарик                   |
| 36 | Шарагул           | деревня |           | Новоленино                |
| 37 | Шараты            | село    | ↘324      | Шаратское                 |

## Местное самоуправление
Председатели Думы
- Константин Маратович Баторов

Глава администрации
- до 2023 года — Сергей Геннадьевич Гомбоев
- с 2023 (врио) — Сергей Валерьевич Андрианов

## Экономика
В Нукутском районе работают 5 промышленных предприятий — ООО «Кнауф Гипс Байкал» , АУ «Нукутский лесхоз», ОАО «Нукутское РТП», ООО «Труд», ООО «Крот».

### Сельское хозяйство
Ведущей отраслью экономики района является сельское хозяйство, которым в районе занимаются 6 сельхозпредприятий, 65 КФХ, 5 СССПК и 5 139 личных подсобных хозяйств (ЛПХ). Направление сельского хозяйства — мясо-молочное скотоводство и зерновое производство. Практически половину сельскохозяйственных земель района обрабатывает СХЗАО «Приморский».
Сельскохозяйственная отрасль, включая ЛПХ, в наибольшей степени обеспечивает занятость и самозанятость населения на территории района и охватывает все муниципальные поселения, имеет важнейшее значение для социальной стабильности села.
Деятельность сельхозорганизаций ориентирована на производство продукции растениеводства (87 % от общего объёма выпущенной сельхозпродукции).
Хозяйствами района в 2010 году посеяно зерновых культур и зернобобовых 16546 га, в том числе пшеницы на площади 8811 га или 53,3 %.
В сельхозорганизациях района по состоянию на 1 января 2010 года поголовье КРС составило 814 голов, в том числе коров — 397, лошадей — 346 голов.

## Социальная сфера
В районную систему образования входит 10 средних, 5 основных, 12 начальных, 1 вечерняя (сменная) школа и 3 учреждения дополнительного образования.
Медицинская помощь населению района оказывается центральной районной больницей, 1 сельской участковой больницей, 1 сельскими врачебными амбулаториями и 22 фельдшерско-акушерскими пунктами.